# Santa Iria de Azoia
Nota linguística: Com a entrada em vigor do Novo Acordo Ortográfico este topónimo passaria a ser grafado Santa Iria de Azoia.
Santa Iria de Azoia (pré-AO 1990: Santa Iria de Azóia) é uma vila portuguesa que foi sede da extinta Freguesia de Santa Iria de Azoia do Município de Loures, freguesia que tinha 7,52 km² de área e 18 240 habitantes (2011), e, por isso, uma densidade demográfica de 2 425,5 hab/km². 
Desde 2013, a Freguesia de Santa Iria de Azoia foi extinta e englobada na então criada União das Freguesias de Santa Iria de Azoia, São João da Talha e Bobadela.
A povoação de Santa Iria de Azoia foi elevada à categoria de vila em 1988.

## Geografia
Santa Iria de Azoia incluía os sítios de Estacal Novo, Pirescoxe, Portela da Azoia, Santa Iria de Azoia, Via Rara, e ainda o bairro da Covina (Companhia Vidreira Nacional). Fazia fronteira com as freguesias de São João da Talha, em Loures, e com as da Póvoa de Santa Iria e de Vialonga, no concelho de Vila Franca de Xira.

## População
| População da freguesia de Santa Iria de Azoia | População da freguesia de Santa Iria de Azoia | População da freguesia de Santa Iria de Azoia | População da freguesia de Santa Iria de Azoia | População da freguesia de Santa Iria de Azoia | População da freguesia de Santa Iria de Azoia | População da freguesia de Santa Iria de Azoia | População da freguesia de Santa Iria de Azoia | População da freguesia de Santa Iria de Azoia | População da freguesia de Santa Iria de Azoia | População da freguesia de Santa Iria de Azoia | População da freguesia de Santa Iria de Azoia | População da freguesia de Santa Iria de Azoia | População da freguesia de Santa Iria de Azoia | População da freguesia de Santa Iria de Azoia |
| --------------------------------------------- | --------------------------------------------- | --------------------------------------------- | --------------------------------------------- | --------------------------------------------- | --------------------------------------------- | --------------------------------------------- | --------------------------------------------- | --------------------------------------------- | --------------------------------------------- | --------------------------------------------- | --------------------------------------------- | --------------------------------------------- | --------------------------------------------- | --------------------------------------------- |
| 1864                                          | 1878                                          | 1890                                          | 1900                                          | 1911                                          | 1920                                          | 1930                                          | 1940                                          | 1950                                          | 1960                                          | 1970                                          | 1981                                          | 1991                                          | 2001                                          | 2011                                          |
|                                               |                                               | 1 341                                         | 1 497                                         | 2 351                                         | 1 560                                         | 1 862                                         | 1 401                                         | 1 889                                         | 2 662                                         | 6 334                                         | 13 385                                        | 15 645                                        | 17 571                                        | 18 240                                        |

Nos anos de 1864 e 1878 estava incluída na freguesia de Loures, do extinto concelho dos Olivais.

## História
Santa Iria fez parte do concelho de Alverca até à sua extinção em 1855, tendo então passado para o de Vila Franca de Xira. Em 1886, com a criação do concelho de Loures, ficou nele integrado, facto que causou inúmeras disputas territoriais entre Loures e Vila Franca. Em 28 de Julho de 1896, foi-lhe anexada a vizinha freguesia de São João da Talha (que então integrava a actual Bobadela), a qual só se voltaria a autonomizar em 1 de Março de 1939, através do Decreto-Lei n.º 29648. Além disso, incluiu ainda, até 13 de Abril de 1916, o território da actual Póvoa de Santa Iria, que nessa altura se também autonomizou em freguesia independente. Até esta data era uma extensíssima freguesia, com cerca de 20 km². As disputas em torno do território cessaram apenas em 8 de Novembro de 1926, quando o governo da ditadura militar decidiu pela manutenção de Santa Iria no concelho de Loures, e a transferência da Póvoa de Santa Iria para Vila Franca, através do decreto n.º 12614.
Santa Iria de Azoia foi elevada a vila em 1 de Fevereiro de 1988, através da lei n.º 22/88, de 1 de Fevereiro.
Em Santa Iria reside (na povoação de Pirescoxe) o antigo secretário-geral do PCP, Jerónimo de Sousa. E, onde o escritor inglês Martin Page passou quatro anos a escrever o livro, A primeira aldeia global, Como Portugal mudou o mundo.

## Património

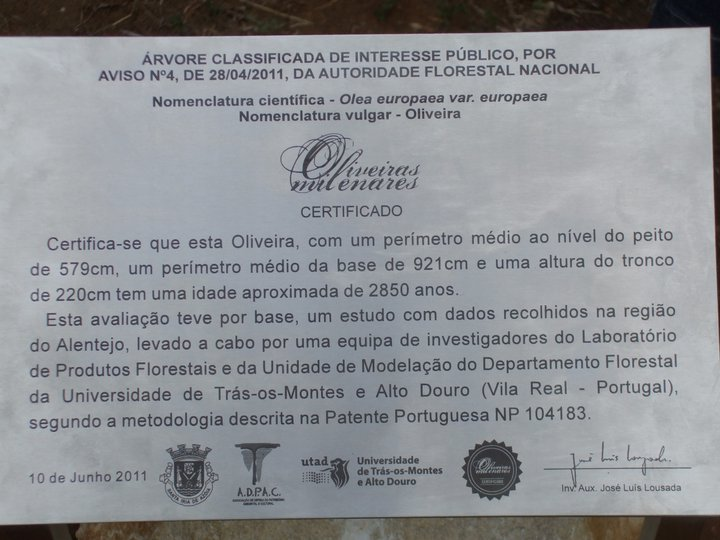
Placa de certificação da Oliveira milenar

- Castelo de Pirescoxe[12]e Galeria Municipal do Castelo de Pirescoxe
- Convento de Nossa Senhora da Conceição (ruínas)
- Igreja Matriz de Santa Iria de Azoia, incluindo o recheio[13]
- Palácio e Quinta de Valflores[14]
- Estação Ferroviária de Santa Iria

A árvore mais velha do país, uma oliveira bravia com 2850 anos, está situada no Bairro da Covina. O perímetro desta oliveira mede na sua base 10,15 metros, a altura chega aos 4,40 metros e o diâmetro de copa tem 7,60 por 8,40 metros.
A oliveira milenar (Olea europaea var. europaea) de Santa Iria de Azoia foi submetida a um processo de datação pelas Oliveiras Milenares, levado a cabo por uma equipa de investigadores do Laboratório de Produtos Florestais e da Unidade de Modelação do Departamento Florestal da Universidade de Trás-os-Montes e Alto Douro, através da metodologia descrita na Patente Portuguesa NP 104183.

## Orago
Santa Iria de Azoia tem por orago, como o próprio nome indica, Santa Iria, mártir hispânica do século VII.

## Heráldica
Santa Iria de Azoia usa o seguinte brasão de armas:
Um escudo de azul, com dois vidraceiros, vestidos com um avental, o da dextra volvido em cortesia, soprando dois tubos de vidro, aquecidos por chamas saíntes de um braseiro, alimentado por dois foles, em cima dos quais se encontram os vidraceiros, tudo de prata. Em chefe, escudete de prata, com um ramo de oliveira de prata frutado de negro. Contra-chefe ondado de prata e azul de seis peças. Uma coroa mural de prata de quatro torres. Um listel branco com a legenda de negro, em maiúsculas: «SANTA IRIA DE Azoia». Bandeira esquartelada de azul e branco; cordões e borlas de prata e azul.

## Desporto

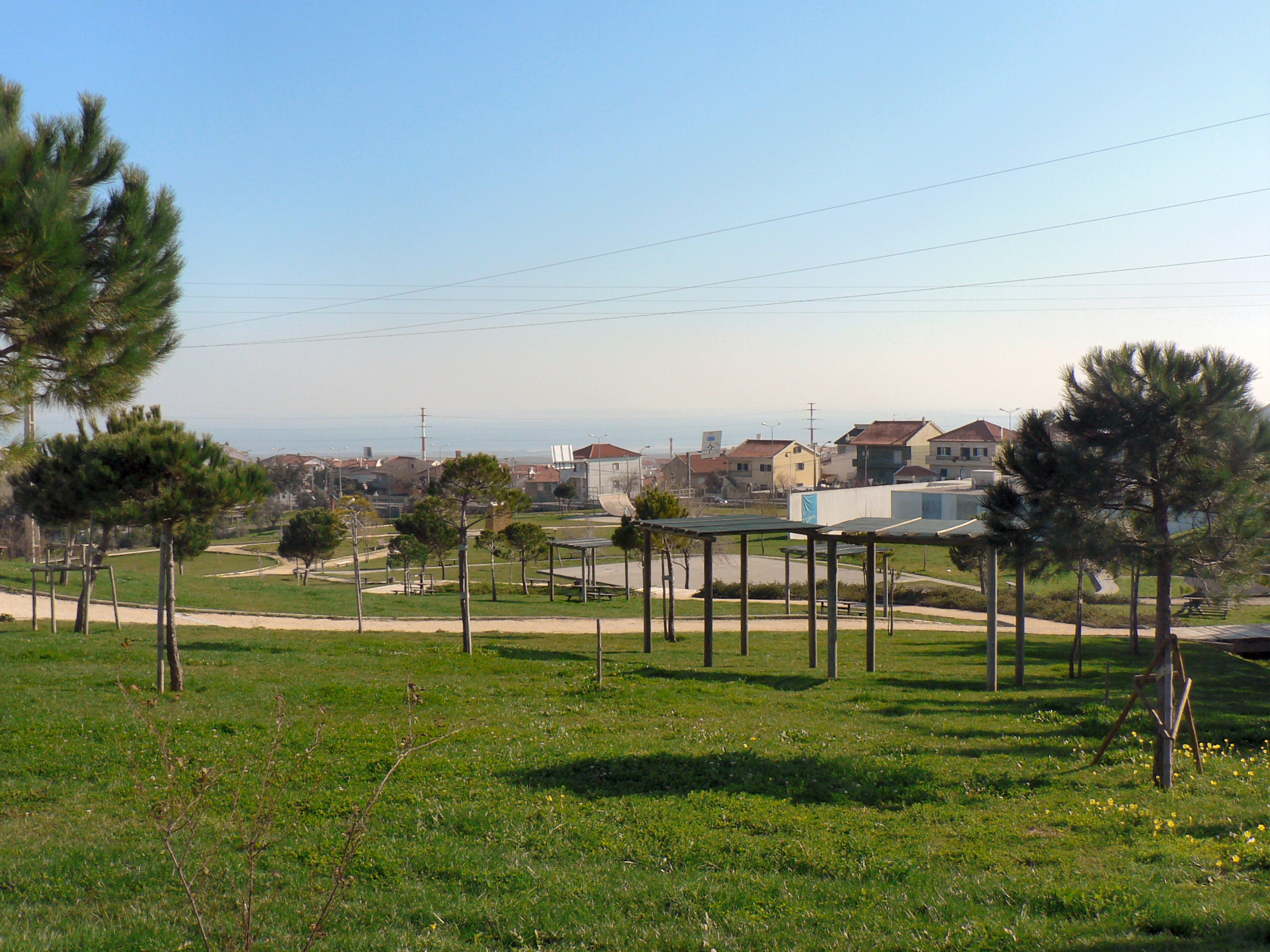
Vista do Parque Urbano.

A freguesia caracteriza-se por um conjunto de entidades associativas que desenvolve cada uma no seu âmbito um cojunto diferente de actividades:
- Clube de Futebol de Santa Iria - Rua João de Deus, nº 27 - 2695 Santa Iria de Azoia - Tlf.: 219 591 909 - Modalidades: Futebol Infantil, Juvenil e Seniores
- APSIA (Associação de Planadores de Santa Iria de Azoia) - Pq Urbano de Santa iria - Ed. Gestão Est. Nac. 115-5, P - 2695-295 Santa Iria de Azoia
- Atlético de Via Rara - R. da Alvorada - 2695 Santa Iria de Azoia - Tlf. 219 530 797 - Modalidades: Atletismo, Escola de Dança e Teatro
- GREEN (Grupo Recreativo de Evasão e Encontro com a Natureza) - R. de Angola , nº 48 R/c Esq. - 2690 -344
- Grupo Desportivo de Pirescouxe - Rua Alto da Cruzinha, nº 20 - 2695 - Tlf. 219 593 960 - Modalidades: Futebol, Ténis de Mesa e Chinquilho
- Grupo Desportivo Estacalense - Br do Estacal - 2695 - Tlf. 219 597 543 - Modalidades: Futebol (Juvenil e Sénior federado)
- Grupo Desportivo e Recreativo do Alto de São Lourenço - Rua Alto de São Lourenço - 2695 Portela da Azoia - Tlf. 219 940 729
- Grupo Recreativo da Belavista - Rua São Francisco Xavier - 2695 - Tlf. 219 560 322
- Sociedade Columbófila de Santa Iria - R. João de Deus - 2695 - Tlf. 219 591 989 - Modalidades: Columbofilia
- Sociedade Recreativa e Musical 1º Agosto Santairiense - Lg da Sociedade 1.º de Agosto - 2695 - Tlf. 219 591 989 - Modalidades : Ping Pong, Xadrez, Snooker, música, ginástica

## Transportes
Santa Iria de Azoia é uma zona industrial e habitacional que se destaca actualmente pelos rápidos acessos a Lisboa que possui.

### Acessos Rodoviários
Actualmente é servida por via rodoviária nas localidades de Via Rara, Pirescoxe, Bairro da Covina, Portela de Azoia e o apeadeiro e a vila de Santa Iria de Azoia. com ligações a Alverca, Forte da Casa e Póvoa de Santa Iria (a norte, no concelho de Vila Franca de Xira), a São João da Talha, Bobadela, Sacavém, Moscavide, Portela e Prior Velho (no concelho e Loures) e à cidade de Lisboa (Gare do Oriente, Aeroporto, Areeiro e Campo Grande).
O acesso por veículo próprio poderá ser realizado através da A1 (acesso de saída e entrada em ambos os sentidos - Lisboa ou Porto), IC2 (acesso à zona do parque das Nações com ligação à Infante D. Henrique) e EN115 com acesso a Vialonga/Tojal).

### Acessos Ferroviários
Apeadeiro, que conecta a freguesia aos municípios de Vila Franca de Xira, Loures, Lisboa, Amadora e Sintra, com ligação de excelência à Gare do Oriente e consecutivamente à rede nacional de transportes ferroviários.
As acessibilidades rodoviárias são excelentes, permitindo uma distribuição para qualquer ponto do país através da A1 (Lisboa - Norte), CRIL, IC 2 ligando à Ponte Vasco da Gama (Sul) e à Av. Infante D. Henrique (Lisboa).

## Figuras Públicas Naturais/Residentes da Freguesia
- Jerónimo de Sousa - dirigente político e secretário geral do PCP
- Julie Sargeant - actriz
- Nuno Távora - actor
- David Grachat - Atleta Alta Competição